# Lori-Ann Muenzer
Lori-Ann Muenzer, född den 21 maj 1966 i Toronto, Kanada, är en kanadensisk tävlingscyklist som tog OS-guld i cykelsprint vid olympiska sommarspelen 2004 i Aten. 